# 諏訪神社 (徳島市)
諏訪神社（すわじんじゃ）は、徳島県徳島市にある神社である。眉山北麓の諏訪山に位置し、「佐古のお諏訪さん」として親しまれている。

## 祭神
- 建御名方神

## 歴史
天正13年（1585年）に徳島藩主蜂須賀家政が豊臣秀吉の命により渭津城（徳島城）を築城した際に、城の鬼門守護の神として創祀されたといい、城山の北東麓にあった諏訪明神社を現在地に移したとも（文化12年（1815年）の『阿波志』）、もと徳島市の西方、猪山（城山の別称）に鎮座していたとも、また一説には現名西郡石井町浦庄の諏訪社（現多祁御奈刀弥神社）から分祀されたともいわれている。「渭津五社」の随一と称され、藩政時代を通じて蜂須賀家の崇敬篤く、社殿の修理造営等は全て藩費でまかない、慶安年間（17世紀中頃）には社領を寄進し秋の祭礼における馬匹の奉献を恒例とするようになった。
明治3年（1870年）5月に郷社に列した。

## 末社
- 13社

## 境内

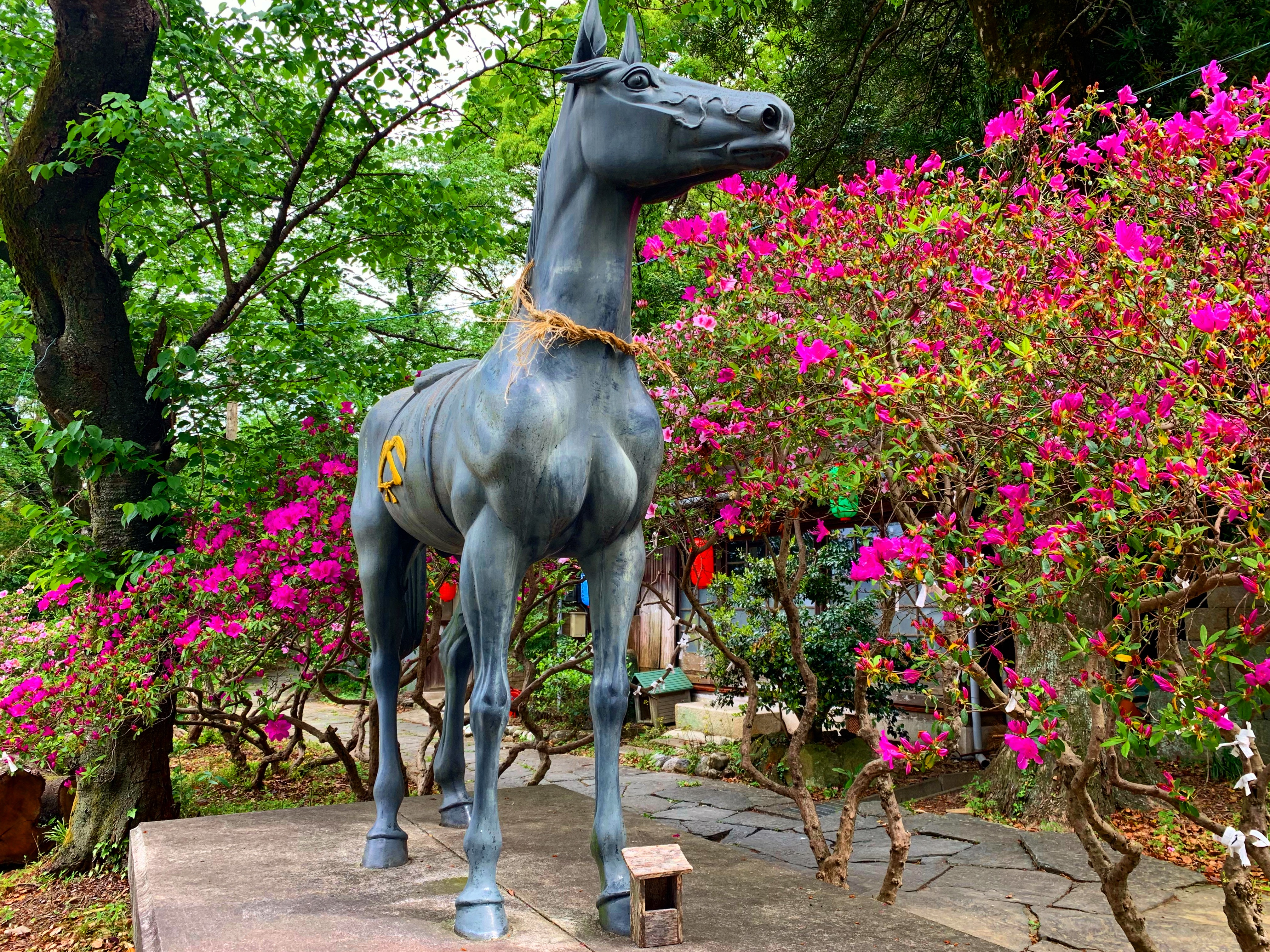
諏訪神社のツツジ

眉山山麓に位置する境内はツツジの名所として知られており、2000平方メートルの敷地に樹齢10年から15年のツツジが約100本植わっている。
ツツジの他にも桜の名所としても知られており、神社へと続く石段を囲んで大きく枝を広げた桜が咲いている。夜には境内にも雪洞が灯され、散策ができる。
神社周辺には三島神社、椎宮八幡神社、清水寺がある。

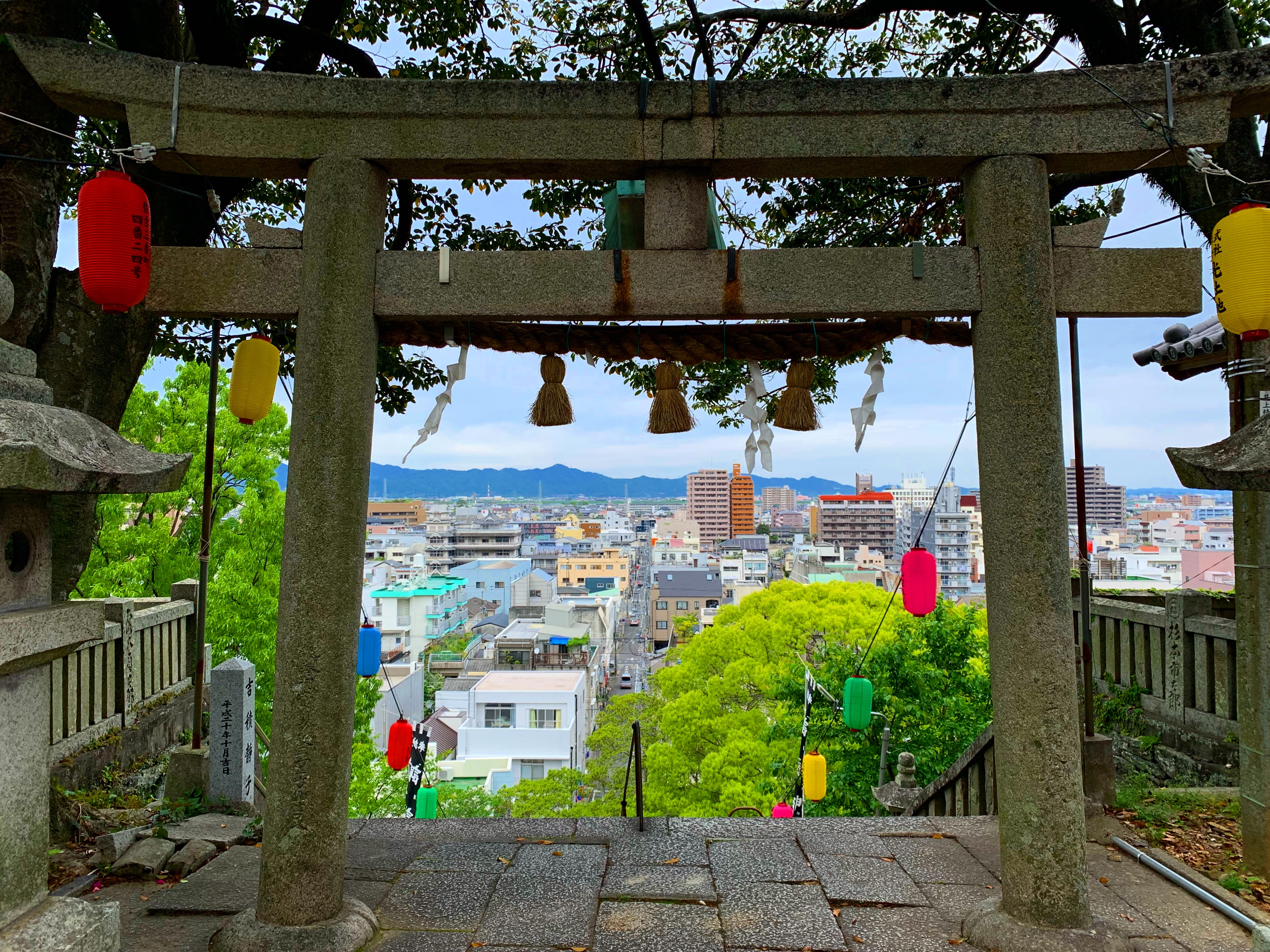
境内から見た景色。

## 市中五社
- 春日神社 - 徳島市眉山町大滝山
- 四所神社 - 徳島市福島
- 八幡神社 - 徳島市伊賀町
- 金刀比羅神社 - 徳島市勢見町

## 交通
- JR徳島駅より徳島市営バス上鮎喰線「佐古三番町」下車より徒歩3分。
- JR佐古駅より徒歩約12分。